# ボリス・ヴィアン
ボリス・ポール・ヴィアン（Boris Paul Vian, 1920年3月10日 - 1959年6月23日）は、フランスの作家、詩人である。セミプロのジャズ・トランペット奏者としても名をはせ、余技として歌手活動も行った。
『日々の泡（L'Écume des jours）』、『北京の秋（L'Automne à Pékin）』など前衛的な作風の小説で知られる。また1940年代後半に、脱走兵の黒人作家と称してヴァーノン・サリヴァン（Vernon Sullivan）のペンネームで通俗的で暴力的なハードボイルド小説を執筆していたことも知られている（ヴィアン自身は白人である）。ジャズ批評やアメリカ文学の紹介などの分野においても顕著な功績を残した。

## 生涯

### 生い立ち
1920年、パリ郊外のヴィル＝ダヴレーに生まれる。その後、エコール・サントラル・パリに入学、土木技師の学位を取得する。
学位を生かし、フランス標準化協会に就職したが、取るに足りない仕事が多い閑職であったため、ヴィアンはよく暇をもてあましていた。第二次世界大戦中のヴィアンは自分の同僚を風刺する小冊子の出版や作曲にふけっていた。

### 執筆家として
1940年代後半から1950年代初頭にかけ、ヴィアンは10冊の小説を執筆した。
「ヴァーノン・サリヴァン」というアメリカ風のペンネームで発行されたハードボイルドスリラーの小説4作は、金を稼ぐために執筆された。中でもサリヴァン名義のデビュー作『墓に唾をかけろ（J'irai cracher sur vos tombes）』が有名である。
友人の出版業者から、当時フランスで流行り始めていたアメリカのハードボイルド小説を翻訳するよう依頼されたヴィアンは、「翻訳するぐらいなら俺が自分で書く方が速い」と『墓に唾をかけろ』を短期間で「でっち上げ」、韜晦趣味の表れから黒人脱走兵を名乗って出版させた。差別者である白人への憎悪に燃える黒人青年の残虐な復讐を描いた物語は、大衆からは好評を得たが、俗悪な暴力小説として糾弾されて裁判沙汰に発展するなど、作品としての評価以外でセンセーショナルな名を売った。結局裁判に敗訴したヴィアンは、『墓に唾をかけろ』の発行部数（100,000部）に比例して、100,000フランの罰金を科せられてしまう。その後も、ヴィアンの過激な通俗作品は、たびたび出版禁止の措置が取られた。パリのホテルで売春婦の残虐な死体が発見され、死体の傍にこの本があったことも起因となっている。
一方、ヴィアン名義では、みずからが本命とする前衛的な作品（『心臓抜き（L'Arrache-cœur）』や『赤い草（L'Herbe rouge）』、『北京の秋（L'Automne à Pékin）』）を次々に発表していった。恋愛小説『日々の泡（L'Écume des jours）』も執筆している。1946年に発表された『日々の泡』ではプレイヤード文学賞を狙うも、最終選考で落選した。このことに象徴されるように、ヴィアン名義の作品は一般からも注目されず、評論家からも酷評を受けた。この間に標準化協会を退職し、文筆業で生活していくことになった。
ヴィアンは、フランスで初めてレイモンド・チャンドラーの翻訳を手がけた功績でも知られる。その当時のフランスでは珍しく、ヴィアンはアメリカの大衆文化に精通していた。

### ジャズ・トランペット奏者として
成果が得られない長編小説の創作活動に嫌気がさしていたヴィアンは、劇や短編小説や歌などの創作に熱心になる。1958年のダリウス・ミヨーとのオペラフィエスタでの共演など、玄人はだしの活躍ぶりを見せた。ヴィアンは、パリのサン・ジェルマン・デ・プレの「タブー（Tabou）」というクラブでよく演奏していた（現在、そのクラブは存在しない）。当時、ヴィアンは詩の中でも「trompinette」と親しんで呼んでいたポケット・トランペットで演奏していた。
ヴィアンのもっとも有名なシャンソン作品は、インドシナ戦争中に作詞された反戦歌『脱走兵（Le Déserteur）』（作曲：H.B.ベルグ Harold
Bernard Berg）である。この歌はフランスの人々に広く愛唱されたが、当時ラジオでの放送禁止曲ともなった。
ヴィアンの歌は、セルジュ・レジアニ、ジュリエット・グレコ、ナナ・ムスクーリ、イヴ・モンタン、マガリ・ノエル、アンリ・サルヴァドールなど様々なアーティストにカバーされている。セルジュ・ゲンズブールなどは、「ステージ上でボリス・ヴィアンに出会ったことで、自分も腕試しに作曲をしてみようと思った」と述べている。
ジャズ・ファンだったヴィアンは、デューク・エリントンやマイルス・デイヴィスなど、パリを訪れたジャズ・アーティストたちとフランスとの橋渡し的な存在として活動した。また、フランスのジャズ雑誌（『ル・ジャズオット』や『パリ・ジャズ』など）にフランスとアメリカ双方のジャズを扱った数多くの評論を執筆した。しかし、概して黒人のジャズこそを本物のジャズと見なす傾向が強く、白人のジャズプレイヤーには辛辣な批評を示した。
ヴィアンは、生涯アメリカを訪れたことはなかったが、アメリカへのあこがれは強く、ジャズとアメリカを扱った題材が作品の大部分を占めている。

### 急死
ヴィアンは、長年心臓に欠陥を抱え、不整脈に苦しんでいた。トランペットを吹くことは心臓病を抱えたヴィアンには危険なことだったが、本人は意に介していなかった。むしろ自分で「40になる前に死ぬよ」と常々語っており、短命を予感していたようである。
1959年6月23日の朝、論争の的となっている映画化された『墓に唾をかけろ（J'irai cracher sur vos tombes）』の試写会のため、ヴィアンはシネマ・マルブッフの館内にいた。ヴィアンはプロデューサーと作品の解釈を巡り、何度も衝突してきた。そして、その日もエンドロールで流れる制作関係者名から自分の名を外したがったヴィアンは、この映画を公然と非難した。
映画が始まって数分後、伝えられるところによると、ヴィアンはこのように口を滑らせたと言われている。「こいつらはアメリカ人になったつもりなんだろうか? 馬鹿にしやがって!」
その直後、急な心臓発作に見舞われたヴィアンは座席に倒れ込み、病院へ搬送される途中に息を引き取った。僅か39歳での死であった。
遺児のパトリック・ヴィアンも音楽家として活動した。

## 作風
ヴィアンの文学作品は、ジャズに対する愛情と密接に結びついていた。『日々の泡（L'Écume des jours）』の序文で、ヴィアンはこのように書いている。

「この世で2つだけ存在し続けるものは何か？　それは可愛らしい少女と一緒にいて感じるような愛、そして、ニューオーリンズとデューク・エリントンの音楽だけである。それ以外のものは全て消え去るべきである。ただ、ただ醜いだけなのだから……」

フランス文学史においてはある種言語・表現・物語の実験が旺盛に試みられた動きがあったが（ヌーヴォー・ロマンやウリポなど）、ハードボイルドのみならず、前衛的な表現を志向したヴィアンの創作も、少なからずそうした側面を持っている。批評家たちは、『日々の泡（L'Écume des jours）』で、ヴィアンの独創的な、遊び心のある言葉の言い回しは、プロットとキャラクターといった物語一般の要素を補填する四次元的な手段を構成している、と論評している。レイモン・クノーは「今までのラブストーリーで、これほど最も胸の痛む悲痛な現代的なラブストーリーは見たことがない」と評している。
しかしながら、そういったヴィアンの特徴的な調子や気風や文章の魅力を翻訳時にその意味を捉え直す場合、翻訳者は直面する困難な壁がある。たとえば、ヴィアンの作品を英語に翻訳する場合、英語特有の比較的不明瞭さが翻訳の困難さを生み出していると考えられる。"L'écume"は、英語で「泡」「あぶく」「しぶき」を意味する。しかし、"l'écume des jours"という表現では、「奇妙で不自然な作り話」というような意味になってしまう。これが典型的なヴィアンの文学的な側面であり、超現実主義的な感触である。
こういったことは全ての翻訳や翻訳者にとって当てはまることかも知れないが、ヴィアンの小説は純粋にフランス人が使う作品を作り出す上で欠かせない言語のフランス語として書かれているため、翻訳が困難とされる。

## 文学的評価
ヴィアンの生存中、彼の作品に対する評価は低かった。しかしながら、ヴィアンの死後、コクトーやサルトル、ボーヴォワールらによって再評価され始め、徐々に文学作品としての名誉を回復していく。そして、発禁・絶版されていたヴィアンの作品が徐々に復刊され、今日に至るまでには全巻復刊されている。
本国フランスでは、1968年の五月革命が勃発した時期から、若い読者から圧倒的な支持を受けるようになった。
『日々の泡（L'Écume des jours）』は、もっとも外国語に翻訳されている作品で、世界各国で出版されている。アメリカでは、有名な翻訳は3つある。中でも、Froth on the Daydream（『白昼夢の泡』）という題名で出版されたスタンリー・チャップマンの翻訳が、もっとも高く評価されている。その他の翻訳本には、1968年、デューク・エリントンの有名なナンバー「ムード・インディゴ」にちなんで名付けられたMood Indigoというアメリカ人による翻訳がある。最近では、ポール・クノブロッフの翻訳本Foam of the Dazeもある。

## 主要作品

### 散文
- 『墓に唾をかけろ（J'irai cracher sur vos tombes）』（ヴァーノン・サリバン名義・1946年）
- 『アンダンの騒乱（Trouble dans les Andains）』（1947年の習作。 1966年に出版)
- 『死の色はみな同じ（Les morts ont tous la même peau）』（ヴァーノン・サリバン名義・1947年）
- 『ヴェルコカンとプランクトン（Vercoquin et le plancton）』（1947年。ヴィアン名義で出版された処女作）
- 『日々の泡（『うたかたの日々』の題名での翻訳もあり）（L'Écume des jours）』 (1947年)
- 『北京の秋（L'Automne à Pékin）』（1947年）
- 『醜いやつらは皆殺し（Et on tuera tous les affreux）』 （ヴァーノン・サリバン名義・1948年）
- 『彼女たちにはわからない（Elles se rendent pas compte）』 （ヴァーノン・サリバン名義・1949年）
- 『蟻 - しびれ（Les Fourmis）』 (1949年、短編小説)
- 『赤い草（L'Herbe rouge）』 （1950年）
- 『心臓抜き（L'Arrache-cœur）』（1953年）
- 『人狼（Le Loup-garou）』 (1970年発表、短編小説)

### 戯曲
- 『屠殺屋入門（L'Équarrissage pour tous）』（1950年）
- 『最高の職業（Le Dernier des métiers）』（1950年）
- 『メドゥーサの首（Tête de Méduse）』（1951年）
- 『帝国の建国者（Les Bâtisseurs d'Empire）』（1959年）
- Le Goûter des généraux（1962年）

### 詩集
- Barnum's Digest（1948年）
- 『凍った哀歌（Cantilenes en gelée）』 (1949年）
- 『ぼくはくたばりたくない（Je voudrais pas crever）』（1962年、「凍った哀歌」など10編の詩をまとめた作品）

### 仏語への翻訳作品
- Le grand sommeil（1948年）『大いなる眠り』（レイモンド・チャンドラー）
- La dame du lac（1948年）『湖中の女』（レイモンド・チャンドラー）
- Le Monde des A~（1958年）『非Ａの世界』（A・E・ヴァン・ヴォークト）

他多数。

### その他
- 『サン＝ジェルマン＝デ＝プレ入門』ノエル・アルノー・校訂（訳書は下記）
- アルバム　1997: Boris Vian (1954: Le déserteur「徴兵忌避者」を含む）

### 日本語訳
- 『墓に唾をかけろ』伊東守男訳 二見書房 1967、ハヤカワ文庫 1973
- 『心臓抜き』滝田文彦訳 白水社 1970、ハヤカワepi文庫 2001
- 『日々の泡』曽根元吉訳 新潮社 1970、新潮文庫 1998
- 『北京の秋』岡村孝一訳 ブラック・ユーモア選集 第3巻 早川書房 1971
- 『屠殺屋入門』生田耕作訳 奢霸都館 1979
- 『ボリス・ヴィアン全集』早川書房 1978-1982

1（伊東守男訳）『アンダンの騒乱』』1979
2（伊東守男訳）『ヴェルコカンとプランクトン』1979　
3（伊東守男訳）『うたかたの日々』1979、ハヤカワepi文庫 2002
4（岡村孝一訳）『北京の秋』1980　
5（伊東守男訳）『赤い草』1978　
6（滝田文彦訳）『心臓抜き』1979　
7（長島良三訳）『人狼』1979　
8（利光哲夫・伊東守男訳）『帝国の建設者』1982　
9（伊東守男・村上香住子訳）『ぼくはくたばりたくない』1981　
10（伊東守男訳）『墓に唾をかけろ』1979　
11（長島良三訳）『死の色はみな同じ』1978
12（長島良三訳）『醜いやつらは皆殺し』1980　
13（長島良三訳）『彼女たちには判らない』1981
- 『うたかたの日々』野崎歓訳 光文社古典新訳文庫 2011
- 『お前らの墓につばを吐いてやる』鈴木創士訳 河出文庫 2018
- 『夢かもしれない娯楽の技術』原野葉子編訳 水声社 2014
- 『すべての子供たちに ボリス・ヴィアン詩集』ミッシェル・グランジェ絵 永滝達治訳 マガジンハウス 1994
- 『サン=ジェルマン=デ=プレ入門』ノエル・アルノー校訂 浜本正文訳 リブロポート 1995／文遊社 2005 ISBN 489257-046-X
- 『ボリス・ヴィアンのジャズ入門』ジョルジュ・ウングリック 増訂版編集、註解 鈴木孝弥訳 シンコーミュージック・エンタテイメント 2010
- 『ボリス・ヴィアン　シャンソン全集』浜本正文訳 国書刊行会 2021
- 『北京の秋』野崎歓訳 河出書房新社 2022

## 伝記
- ノエル・アルノー／ウーシュラ・キュブレール『ボリス・ヴィアンの肖像』竹中望訳 TBSブリタニカ 1991
- ノエル・アルノー『ボリス・ヴィアン　その平行的人生』浜本正文訳 書肆山田 1992
- フィリップ・ボッジオ『ボリス・ヴィアン伝』浜本正文訳 国書刊行会 2009

## 関連作品
- 映画『うたかたの日々』（原題：L'Écume des jours）　1968年フランス。監督：シャルル・ベルモン、主演：ジャック・ペラン、マリー＝フランス・ピジェ
- 『ボリス・ヴィアンの憤り』　1981年日本。パンク・ロック歌手の町田町蔵による楽曲。

『日々の泡』は、日本で原作を元に漫画化および映画化されている。
- 『ACT BORIS VIAN』（1990年）沢田研二主演で舞台化。演出：加藤直。
- 『うたかたの日々』（1994年）、岡崎京子により漫画化
- 『クロエ』（2001年）監督：利重剛、主演：永瀬正敏、ともさかりえ
- Le déserteurは加藤和彦がコンサートで日本語版「大統領殿」を歌っていた。
- 『うたかたの日々 (L'Écume des Jours d'Apres Boris Vian)』(1979年) フランスのロック・バンド メモリアンスが小説「日々の泡」を音楽化したLPレコード。日本でも当時に発売されている。